# Handeliodendron
Handeliodendron es un género de plantas de flores perteneciente a la familia Sapindaceae, con una sola especie conocida, Handeliodendron bodinieri, un arbusto caducifolio poco común, originario de China.
Alcanza hasta 15 metros de altura y crece en zonas montañosas caracterizadas por formaciones calizas irregulares en Guangxi y Guizhou. Sus semillas son ricas en aceite, lo que las hace atractivas para los animales salvajes.

## Especies seleccionadas
- Handeliodendron bodinieri